# Agence d'information sur l'énergie
Pour les articles homonymes, voir EIA.
L'Agence d'information sur l'énergie (Energy Information Administration ou EIA), créée par le Congrès des États-Unis en 1977, est une agence fédérale chargée de la statistique au sein du département de l'Énergie des États-Unis.

## Présentation

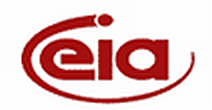
Logo dans les années 2000.

La mission de l'Agence d'information sur l'énergie (EIA) est de fournir des données et des prévisions indépendantes du pouvoir politique, et des analyses permettant des décisions politiques appropriées, rendant les marchés plus efficaces et améliorant la compréhension du grand public sur les sujets touchant à l'énergie et à ses interactions avec l'économie et l'environnement.
L'agence rassemble des données sur les réserves d'énergie, la production, la consommation, la distribution, les prix, les technologies et tous les éléments connexes sur le plan international, économique et financier.  Ces informations (données, prévisions, analyses) sont ensuite diffusées de manière indépendante du pouvoir politique.  Les données publiées par l'EIA couvrent aussi bien le charbon, le pétrole, le gaz naturel, l'électricité, les énergies renouvelables et l'énergie nucléaire.

## Indépendance
La loi garantit l'indépendance de l'EIA et de ses travaux vis-à-vis des considérations politiques du moment. L'EIA n'est pas censée formuler ou promouvoir une quelconque conclusion politique.